# Тумиловичский сельсовет
Тумиловичский сельсовет — административная единица на территории Докшицкого района Витебской области Белоруссии.

## История
Тумиловичский сельский Совет с центром в д. Тумиловичи был создан в 1940 году. В 1941—1944 годы был оккупирован фашистскими войсками.
Названия:
- с 1940 — Тумиловичский сельский Совет депутатов трудящихся
- с 7.10.1977 — Тумиловичский сельский Совет народных депутатов
- с 15.3.1994 — Тумиловичский сельский Совет депутатов[2].

Административная подчинённость:
- с 1940 — в Докшицком районе
- с 25.12.1962 — в Глубокском районе
- с 6.1.1965 — в Докшицком районе[2].

## Состав
Тумиловичский сельсовет включает 21 населённый пункт:
- Бирули — деревня.
- Ветера — деревня.
- Гичанцы — деревня.
- Дедино — деревня.
- Застенок-Затишье — деревня.
- Застенок-Речные — деревня.
- Нестеровщина — деревня.
- Первомайск — деревня.
- Плитница — деревня.
- Речные — деревня.
- Старино — деревня.
- Староселье — деревня.
- Стенка — деревня.
- Торгуны — агрогородок.
- Тростяница — деревня.
- Тумиловичи — деревня.
- Черничка-1 — деревня.
- Черничка-2 — деревня.
- Черничка-3 — деревня.
- Черничка-4 — деревня.
- Шалаши — деревня.

Упразднённые населённые пункты на территории сельсовета:
- Горново-2 — деревня.